# Streptoperas
Streptoperas is een geslacht van vlinders van de familie eenstaartjes (Drepanidae), uit de onderfamilie Drepaninae.

## Soorten
- S. crenelata Swinhoe, 1902
- S. luteata Hampson, 1895